# Raul Guilherme Martins
Raul Guilherme Martins, meglio conosciuto come Raul (Curitiba, 13 marzo 1990), è un ex calciatore brasiliano, di ruolo difensore.

## Palmarès
- Campionato Paranaense: 1

Atlético Paranaense: 2009